# Absolute World
Absolute World è un complesso di grattacieli residenziali situato nella città canadese di Mississauga. Il complesso è costituito da cinque edifici: A1, A2, Absolute Vision e le due torri gemelle Absolute World 1 e Absolute World 2, quest'ultime due alte 175,6 m e 157,9 m, rispettivamente.

## Storia
Nel 2004, mentre veniva avviata la costruzione dei primi edifici del nuovo complesso residenziale che si stava realizzando all'angolo nordest di Burnhamthorpe Road e Hurontario Street a Mississauga, venne indetto il concorso per la presentazione dei progetti per la realizzazione di una quarta torre. Nel novembre 2006 venne chiuso il bando che aveva raccolto ben 92 progetti, dei quali 6 vennero selezionati per la fase finale. Il progetto vincitore venne annunciato il 28 marzo 2007. A vincere fu il giovane architetto cinese Ma Yansong, fondatore del MAD Studio, avente sede a Pechino. Pochi giorni dopo l'assegnazione dei lavori, la torre venne ribattezzata "Marilyn Monroe" perché la forma sinuosa dell'edificio ricordava la famosa attrice statunitense.
Ma Yansong venne supportato dallo studio Burka Architects di Toronto e dalla Sigmund Soudack & Associates di North York per gli aspetti di ingegneria strutturale. I lavori vennero eseguiti dal Fernbrook Homes & Cityzen Development Group, che aveva ricevuto l'affidamento dei lavori nel 2006. Vista l'elevata richiesta di appartamenti, venne deciso di costruire una torre gemella poco più bassa. I lavori per la costruzione della torre "Marilyn Monroe" iniziarono nel mese di giugno 2007, mentre quelli per la seconda torre il mese dopo. La seconda torre non venne costruita uguale alla torre 1, ma con una diversa curvatura, perché, secondo Ma, le due torri dovevano essere complementari l'una all'altra e non dei duplicati.
I lavori vennero conclusi nel 2012. Il 14 giugno 2012, il Council on Tall Buildings and Urban Habitat (CTBUH), ente internazionale con sede a Chicago, premiò l'Absolute World come il miglior edificio alto d'America e lo inserì tra i più bei grattacieli del mondo. Nello stesso anno l'Absolute World vinse l'Emporis Skyscraper Award, come miglior nuovo grattacielo per design e funzionalità del mondo.

## Descrizione

Modello semplificato di pianificazione e modellazione della torre 1 dell'Absolute World.

La più grande delle due torri si torce a 209 gradi dalla base verso l'alto, rendendolo molto simile al Turning Torso di Malmö, in Svezia. La progettazione strutturale è stata eseguita da Sigmund Soudack & Associates Inc, una società di ingegneria strutturale con sede a Toronto. La torre 1 è composta da 56 piani, mentre la torre 2 da 50 piani, ed entrambe hanno sei livelli di parcheggio sotterraneo.
La rotazione dei piani della torre 1 va da 1º a 8º ed è tale da offrire a tutti gli appartamenti la maggiore illuminazione naturale possible, mentre nella torre 2 la rotazione è costante e pari a 4 gradi. I balconi di ciascun piano sono stati realizzati seguendo una progettazione solare passiva, in maniera tale da permettere una maggiore insolazione nei mesi invernali quando il sole è basso sull'orizzonte e una minore insolazione nei mesi estivi col sole più alto.
La seguente tabella elenca l'angolo di rotazione per ciascun piano della torre 1, dove lo zero è al decimo piano.
| Piano | Rotazione |    | Piano | Rotazione |      | Piano | Rotazione |  | Piano | Rotazione |
| Terra | -10º      | 15 | 15º   | 29        | 74º  | 43    | 168º      |  |       |           |
| 2     | -9º       | 16 | 18º   | 30        | 82º  | 44    | 171º      |  |       |           |
| 3     | -8º       | 17 | 21º   | 31        | 90º  | 45    | 174º      |  |       |           |
| 4     | -7º       | 18 | 24º   | 32        | 98º  | 46    | 177º      |  |       |           |
| 5     | -6º       | 19 | 27º   | 33        | 106º | 47    | 180º      |  |       |           |
| 6     | -5º       | 20 | 30º   | 34        | 114º | 48    | 183º      |  |       |           |
| 7     | -4º       | 21 | 33º   | 35        | 122º | 49    | 186º      |  |       |           |
| 8     | -3º       | 22 | 36º   | 36        | 130º | 50    | 189º      |  |       |           |
| 9     | -2º       | 23 | 39º   | 37        | 138º | 51    | 192º      |  |       |           |
| 10    | 0º        | 24 | 42º   | 38        | 146º | 52    | 194º      |  |       |           |
| 11    | 3º        | 25 | 45º   | 39        | 154º | 53    | 195º      |  |       |           |
| 12    | 6º        | 26 | 50º   | 40        | 159º | 54    | 196º      |  |       |           |
| 13    | 9º        | 27 | 58º   | 41        | 162º | 55    | 197º      |  |       |           |
| 14    | 12º       | 28 | 66º   | 42        | 165º | 56    | 198º      |  |       |           |

## Galleria d'immagini

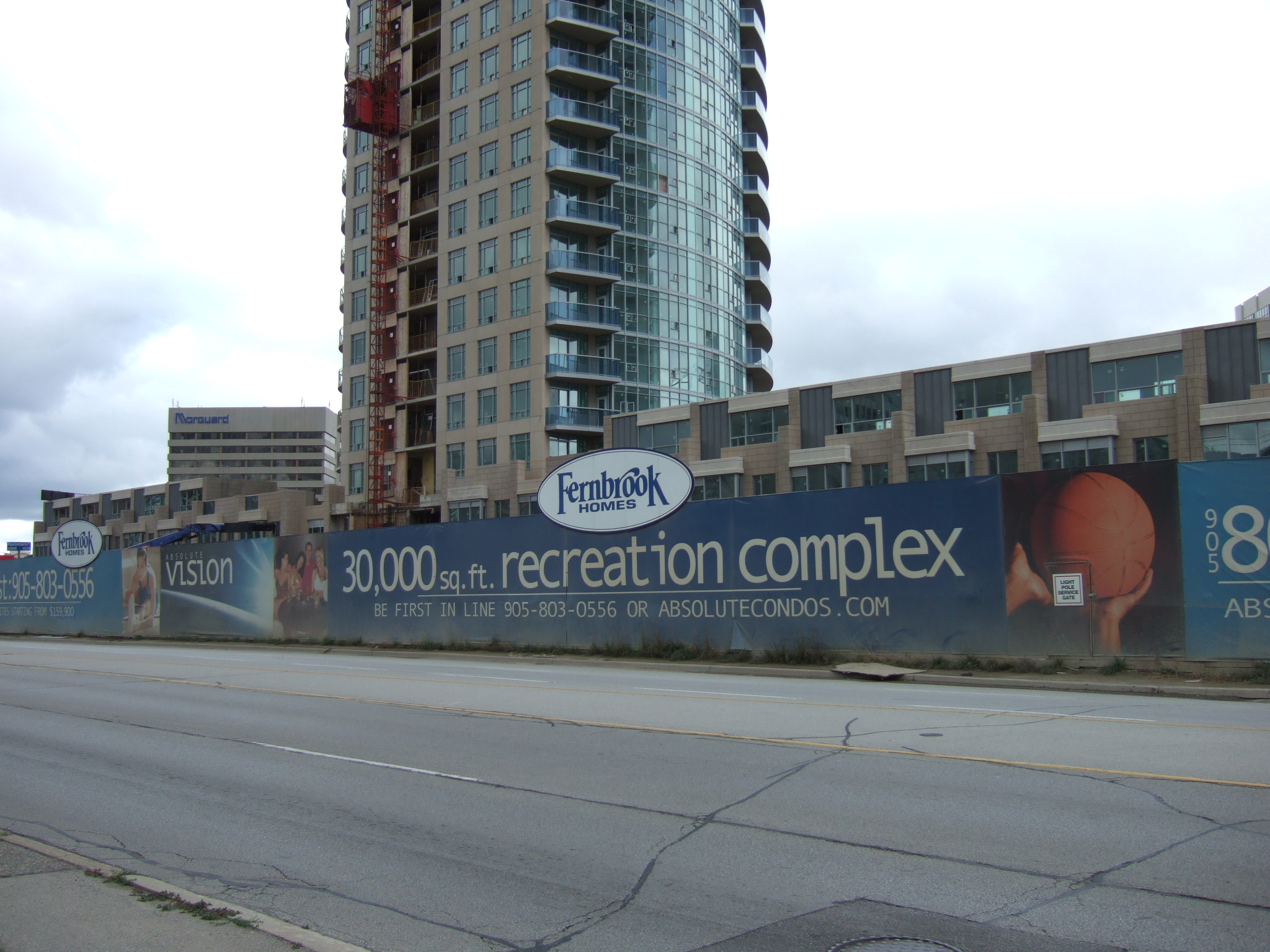
Il sito di costruzione nel 2006
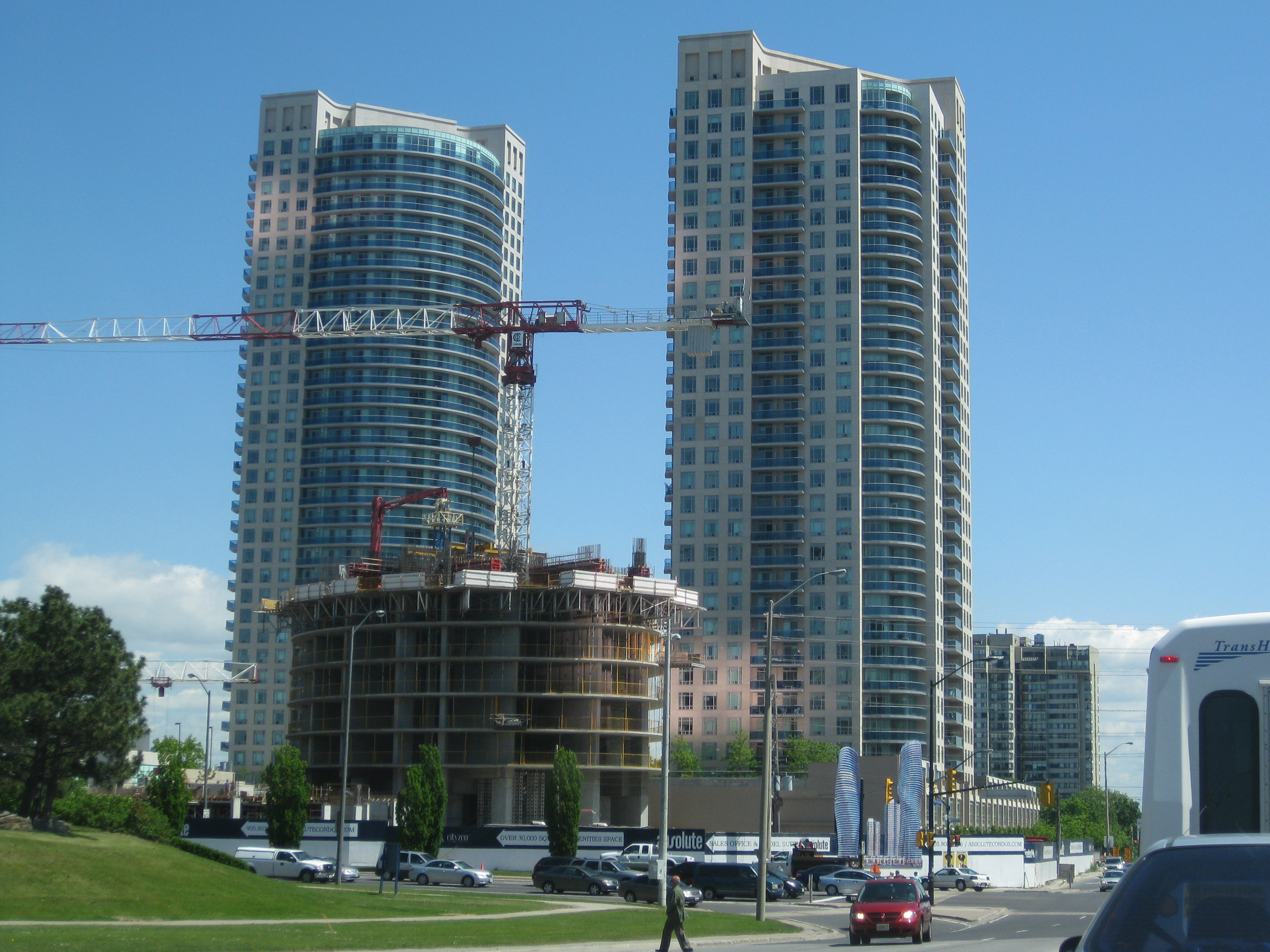
Il sito di costruzione a giugno 2009
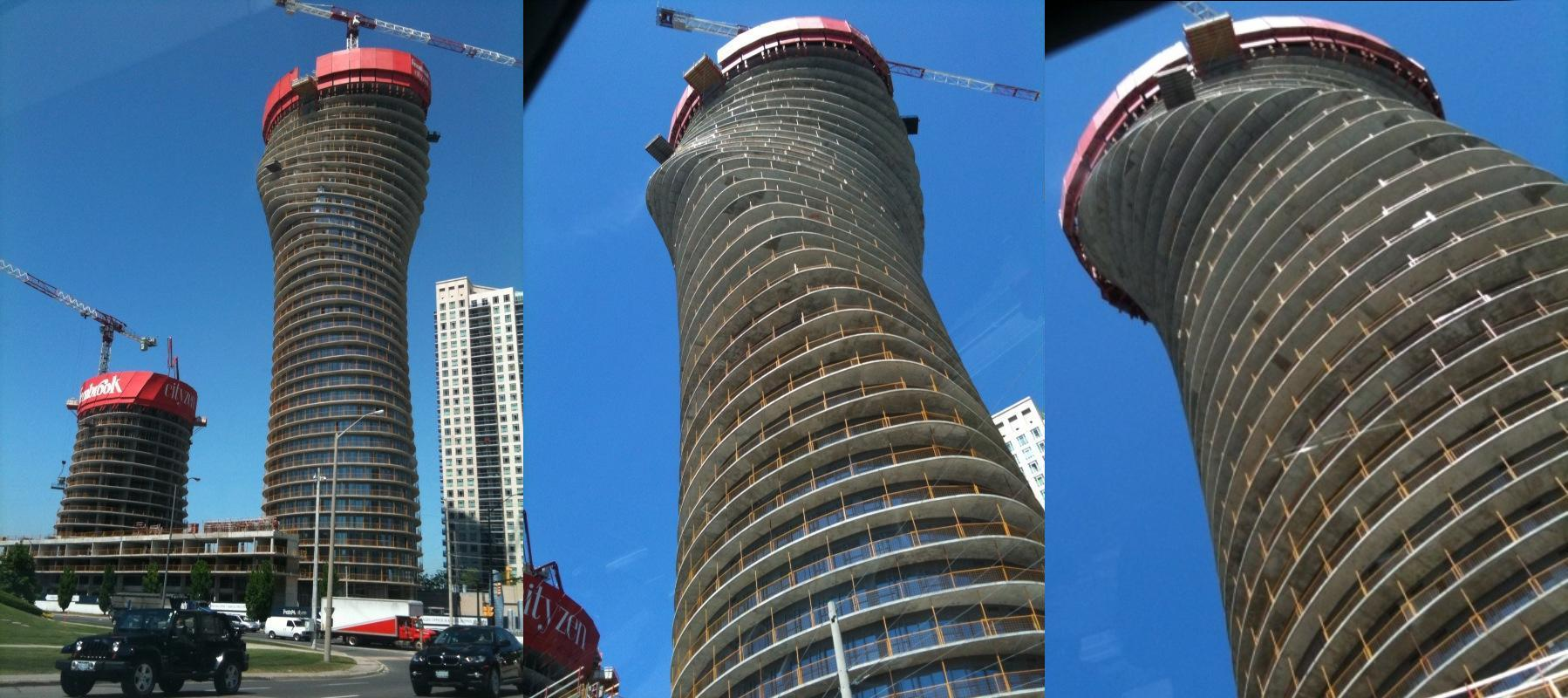
Il sito di costruzione a maggio 2010
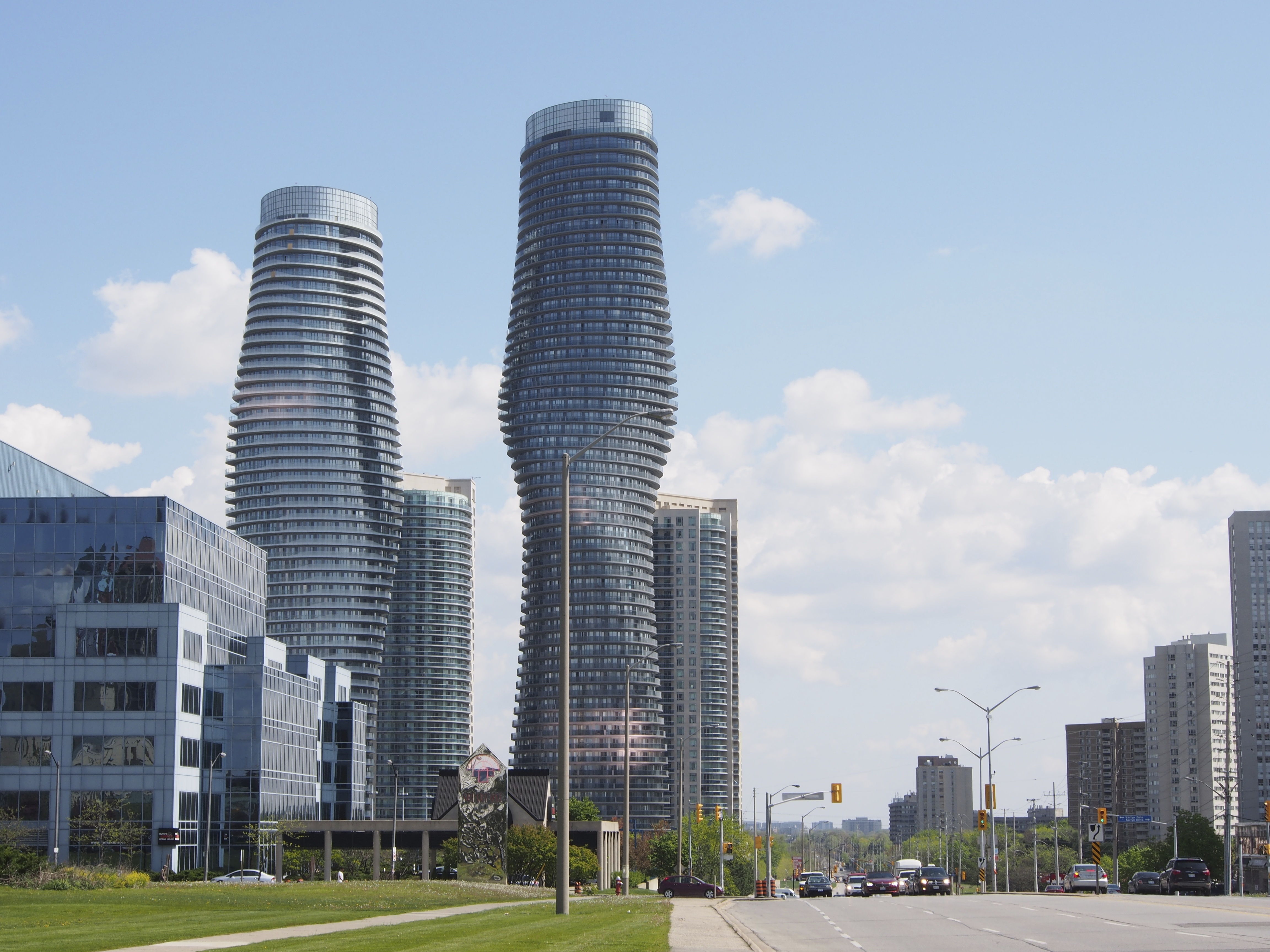
Absolute World nel 2012
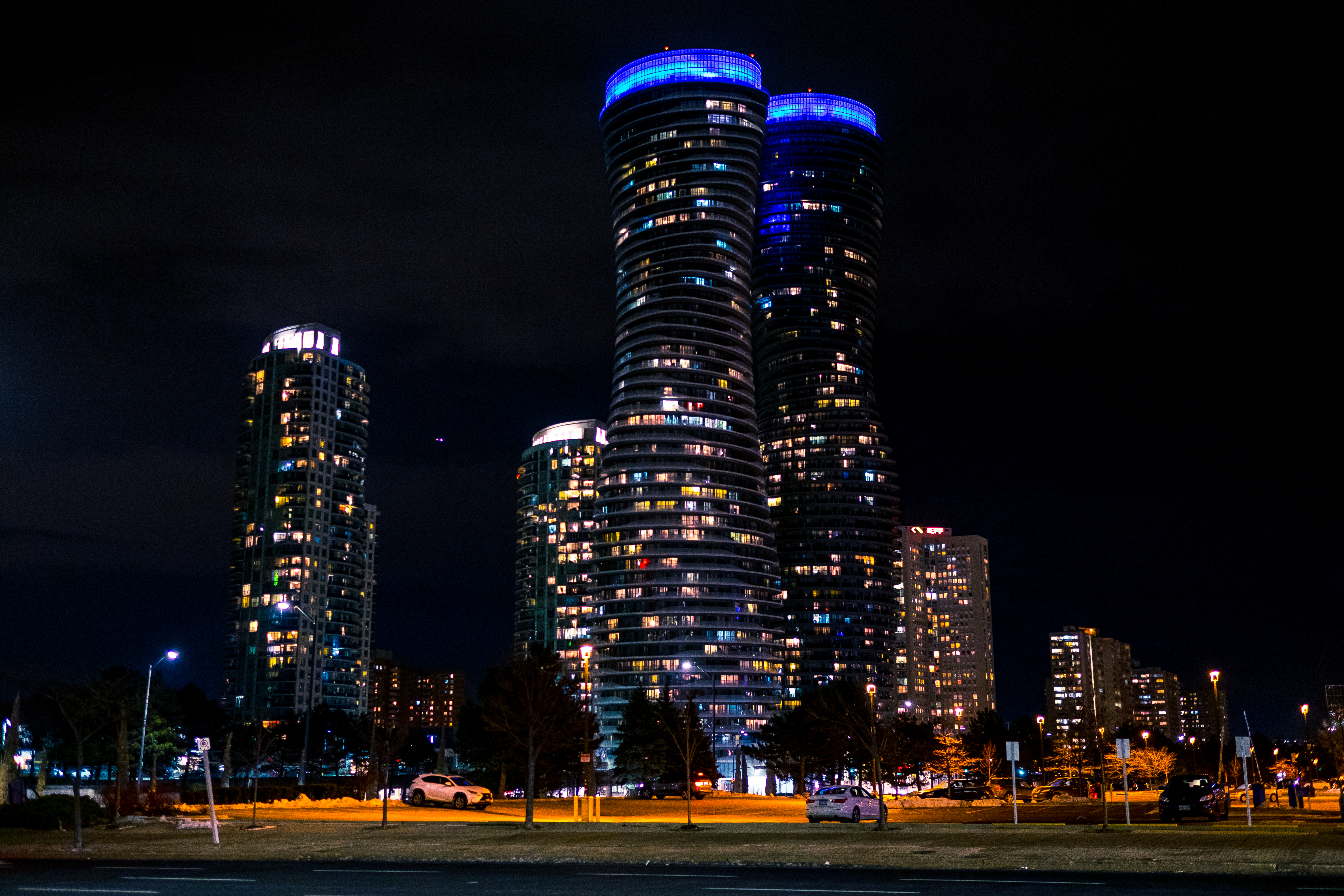
Absolute World in notturna